# Вспышка оспы в Москве (1959—1960)
Вспы́шка о́спы в Москве́ в 1959—1960 года́х — инцидент и связанная с ним беспрецедентная операция по оперативной локализации опасного инфекционного заболевания, завезённого в СССР из Индии, в результате которой удалось предотвратить эпидемию в стране и её распространение за пределы СССР, а также провести массовую вакцинацию москвичей и жителей Подмосковья.

## Эпидемиологическая ситуация по оспе в России и СССР

### В Российской империи
Первые прививки (вариоляции) в России начал делать специально приглашённый императрицей Екатериной II из Англии врач Томас Димсдейл. Екатерина II подала в этом личный пример: в ночь на 12 (23) октября 1768 года ей сделали прививку от оспы, а затем и членам её семьи. В XVIII веке от натуральной оспы в России умирал каждый седьмой ребёнок. В конце XVIII века вариоляции подлежали все поступающие в кадетские корпуса, если они до того не переносили натуральной оспы. Екатерина II издала указ об обязательном оспопрививании, однако о массовом распространении вакцинации можно говорить только начиная с октября 1801 года, когда в России стали применять метод Дженнера.
В 1815 году был учреждён оспопрививательный комитет. В распространении вакцинации помогало Вольное экономическое общество, особенно с 1824 года, когда в составе общества открыто было отделение под названием попечительного о сохранении здоровья человечества и всяких домашних животных. Общество рассылало по всей России оспенную материю, инструменты, заботилось о подготовке опытных оспопрививателей, распространяло сотни тысяч брошюр на русском и инородческих языках. Затем функции вакцинации были переданы земским учреждениям. Однако, до Великой Октябрьской социалистической революции в России все ещё не была введена обязательная вакцинация, что сильно сказывалось на статистике смертности. В конце XIX века врач В. В. Святловский писал: «В Англии, где введены обязательные вакцинации и ревакцинация, умирает в среднем за год от этой болезни 1, и самое большее — 12 человек. Заметим — это во всей Англии; в Австрии же, не имеющей обязательного закона, в самые лучшие годы умирает от оспы не менее 5 тысяч человек за год. В одной Вене, или у нас в Варшаве, умирает от оспы ежегодно более, чем в целой Англии или даже в целой Германии».

### В советской России и СССР
10 апреля 1919 года вышел декрет СНК РСФСР «Об обязательном оспопрививании», имевший всеобщий характер. В 1924 году был издан новый закон об обязательной вакцинации и ревакцинации. В 1919 году в стране было зарегистрировано 186 000 больных натуральной оспой, в 1925 году — 25 000, в 1929 году — 6094, в 1935 году — 3177; к 1936 году натуральная оспа в СССР была ликвидирована.
К 1959 году в СССР была благополучная эпидемическая обстановка по натуральной оспе более 30 лет, в мире за 10 предшествующих лет произошло, при этом, около 40 случаев эпидемической вспышки натуральной оспы, не во всех странах практиковалась обязательное оспопрививание в те годы.

## Завоз инфекции
53-летний художник-плакатист, дважды лауреат Сталинской премии Алексей Алексеевич Кокорекин в 1959 году готовился к двухнедельной поездке в Индию.
Художник прививался от оспы в детстве. За 2 недели до поездки Кокорекин также получил прививку от оспы, однако вакцинальная реакция, которая служит показателем правильно проведённой прививки, не наблюдалась. 
В ходе турне по Индии ему довелось присутствовать на сожжении умершего брамина, а затем поучаствовать в распродаже вещей покойного, на которой Кокорекин приобрёл ковёр. 23 (22) декабря 1959 года художник возвратился из зарубежной поездки в Москву.
Обстоятельства возвращения художника из двухнедельной поездки в Индию 23 декабря 1959 года (по версии Серенко и в БМЭ-3: 22 декабря) и дальнейшие события его дочь Валерия описывала так. В аэропорту «Внуково» Кокорекина встречали его жена, дочь от первого брака и знакомый за рулём автомобиля. На самочувствие художник не жаловался, из аэропорта все вместе поехали к нему домой. Уже вечером Кокорекин почувствовал себя плохо, у него поднялась температура, начался сильный кашель, всё тело охватила острая боль. На следующий день художник побывал в поликлинике, где терапевт поставил ему диагноз «грипп». Состояние продолжало ухудшаться, возникла лихорадка и сыпь по всему телу. 27 декабря Кокорекин был  госпитализирован в инфекционное отделение Боткинской больницы. В стационаре художника продолжали лечить от тяжёлой формы гриппа, считая сыпь на теле проявлением аллергической реакции.
В 23 часа 29 декабря 1959 года Алексей Кокорекин скончался в Боткинской больнице.  На вторые сутки после смерти художника вирус был диагностирован у сотрудницы приёмного покоя, принимавшей Кокорекина, его лечащего врача и даже подростка, лечившегося в той же больнице этажом ниже: его койка стояла прямо у вентиляционного отверстия, связанного с палатой Кокорекина. Больничный сантехник подхватил оспу, просто проходя мимо этой палаты.
По свидетельству участников событий, вирусологов, доктора медицинских наук Виктора Зуева и профессора, доктора медицинских наук Светланы Маренниковой события развивались несколько иначе[как?]. В документальном фильме ВГТРК 2013 года утверждается, что Кокорекина госпитализировали не в инфекционное отделение Боткинской, а в палату с гриппозными пациентами[уточнить]. Смерть наступила на третий день от отёка лёгких, на коже имелись чёрные корочки. При патологоанатомическом исследовании причина смерти не была выявлена. Около суток держался посмертный диагноз «чума под вопросом». Приглашённый на вскрытие академик Николай Краевский сказал, что данный случай «выше его компетенции». На второй неделе 1960 года у нескольких пациентов Боткинской больницы появились схожие симптомы: лихорадка, сильный кашель, высыпания по телу. Биоматериал с кожей наиболее тяжёлого пациента — доктора Т. направили для анализа в НИИ вакцин и сывороток (НИИВС). 15 января 1960 академик М. А. Морозов под микроскопом обнаружил в препарате пациента Т. тельца Пашена — вирионы вируса натуральной оспы.
Согласно официальным данным в Большой медицинской энциклопедии: вернулся в Москву 22 декабря 1959 года, 23 декабря появилось недомогание, 24 декабря в поликлинике был выставлен диагноз «грипп». 26 декабря на коже живота и груди появились высыпания. В связи с дальнейшим ухудшением состояния 27 декабря был госпитализирован в Московскую клиническую больницу им. С. П. Боткина, выставлен диагноз «токсический грипп и лекарственная болезнь», 29 декабря умер. 15 января 1960 года у заболевших до этого из числа контактных была диагностирована натуральная оспа. С этого момента были начаты противоэпидемические мероприятия. К тому моменту уже сформировались несколько эпидемических очагов натуральной оспы в Москве: семейный, больничный (больные и персонал контактировавший), городской. Число выявленных заболевших по состоянию на 15 января составило 19 человек.

## Локализация инфекции
Когда о ЧП было доложено руководству страны, для локализации вспышки были задействованы силы КГБ, МВД, Советской армии, Минздрава и других ведомств. Расследование контактов Кокорекина показало, что до госпитализации он успел пообщаться с массой людей. Каждый из них мог стать источником распространения инфекции.
Был разработан план ликвидации вспышки оспы.
Контакты больного были отслежены с момента его попадания на рейс «Аэрофлота» из Дели до последних дней. Были поимённо установлены не только друзья и знакомые, с которыми он был в контакте, но и таможенники встречавшей его смены, таксист, который вёз его домой, участковый врач и работники поликлиники. Одного из знакомых Кокорекина, отправившегося в Париж, решили снять с рейса «Аэрофлота», когда самолёт был в воздухе. Самолёт развернули, а опасного пассажира и всех, кто был на борту, отправили в карантин (в изолятор либо обсерватор).
Одна из знакомых Кокорекина преподавала в институте и принимала экзамены у студентов, из этого вуза в карантин сразу отправили сотни человек. Подарки, привезённые из Индии для жены и любовницы, были реализованы через комиссионные магазины на Шаболовке и Ленинском проспекте. Уже через сутки все посетители магазинов и покупатели экзотики были установлены, помещены в карантин, а проданные индийские сувениры были сожжены.
Боткинская больница была закрыта на карантин (переведена на строгий противоэпидемический режим работы) вместе со всеми больными и медработниками. Для её снабжения из мобилизационных хранилищ Госрезерва были направлены грузовики с необходимыми продуктами и материалами.
Москву тоже закрыли на карантин, отменив железнодорожное и авиационное сообщение, перекрыв автодороги.
Круглосуточно медицинские бригады ездили по адресам выявленных контактов больного, забирая в инфекционные больницы вероятных носителей оспы.
К 15 января 1960 года оспа в стадии заболевания была выявлена у 19 человек. А в общей сложности неосмотрительность одного туриста затронула 9342 контактёра, из которых к первичным относилось около 1500. Люди, непосредственно контактировавшие с заболевшими, были изолированы в стационары Москвы (1210 человек) и Московской области (286 человек), остальных врачи наблюдали на дому, в течение 14 дней обследуя дважды в день.
Последний выявленный больной был зарегистрирован 3 февраля 1960 года из числа изолированных в стационаре контактных.
Проявления оспы у заболевших имели различный характер, от классического, до вариолоида и афебрильных форм.

## Массовая вакцинация
Правительство распорядилось в экстренном порядке доставить оспенную вакцину для всеобщего прививания населения Москвы и Московской области. В течение трёх дней в распоряжение Московской городской санитарно-эпидемиологической станции было доставлено самолётами 10 млн доз противооспенной вакцины из Томского, Ташкентского институтов вакцин и сывороток и Краснодарской краевой санэпидстанции.
Для вакцинации были мобилизованы 26 963 медработника, был открыт 3391 прививочный пункт и организованы 8522 прививочные бригады для работы в организациях и ЖЭКах.
К 25 января 1960 года были вакцинированы 5 559 670 москвичей и более 4 000 000 жителей Подмосковья. Всего 16-27 января 1960 года провакцинировано было против натуральной оспы 6 187 690 человек. Это стало беспрецедентной в мире акцией по вакцинированию населения как по масштабам, так и по срокам.
С момента заноса инфекции в Москву до устранения вспышки прошло 44 дня, причём с начала организованной борьбы со вспышкой инфекции до её полной остановки — только 19 дней.
По итогам вспышки различными клиническими формами оспы заболело 46 человек (включая самого Кокорекина), из них скончались трое. Возникновение полномасштабной эпидемии в Москве и в стране было предотвращено. Также, у транзитной иностранной пассажирки авиарейса Дели-Москва в апреле 1960 года была выявлена натуральная оспа, но вследствие своевременного выявления и принятых мер в отношении неё, заболевание оспой ограничилось только ею.
Противооспенные прививки сохранялись в советском здравоохранении до начала 1980-х годов.

## Отражение в массовой культуре
На основе событий в 1961 году Александром Мильчаковым была написана повесть «В город пришла беда», послужившая сценарием к одноимённому двухсерийному телефильму 1966 года режиссёра Марка Орлова.
В 1988 году вышла книга Александра Турбина «Долгая погоня», содержащая анализ перспектив эпидемиологии в современном мире на основе рассказа о событиях 1959—1960 годов в Москве и ряде инфекционных вспышек в зарубежных странах.